# Gårdstjärnen (Bodsjö socken, Jämtland)
Gårdstjärnen är en sjö i Bräcke kommun i Jämtland och ingår i Ljungans huvudavrinningsområde.